# La Puerca
La Puerca es una casería española de la parroquia de San Martín de Luiña, perteneciente al municipio de Cudillero, en la comunidad autónoma de Asturias.

## Historia
Hacia mediados del siglo XIX, el lugar, ya por entonces perteneciente a Cudillero, tenía contabilizada una población de 38 habitantes. Aparece descrito en el decimotercer volumen del Diccionario geográfico-estadístico-histórico de España y sus posesiones de Ultramar de Pascual Madoz con las siguientes palabras:

PUERCA (la): l. y braña en la prov. de Oviedo, ayunt. de Cudillero y felig. de San Martin de Luiña, sit. en la ladera occidental del monte Pascual sobre el r. Uncin que se encuentra siguiendo la cañada arriba sobre una altura; su terreno es flojo y poco fértil: prod.: patatas, algun maiz, escanda y yerbas. pobl.: 9 vec. y 38 alm.
(Madoz, 1849, p. 276)

En 2023, la entidad singular de población no tenía empadronado ningún habitante.